# ليونيل ميجر
ليونيل ميجر (21 أبريل 1883 - 25 يونيو 1965) (بالإنجليزية: Lionel Major)‏ هو لاعب كريكت بريطاني (وحمل سابقاً جنسية المملكة المتحدة لبريطانيا العظمى وأيرلندا).